# Video video
"Video video" er en sang skrevet af Jens Brixtofte og indspillet af hans gruppe Brixx. Sangen deltog i Dansk Melodi Grand Prix 1982 og vandt foran Tommy Seebachs "Hip hurra - det' min fødselsdag" og Anne Karins "Når man kun er atten år". "Video video" opnåede 12 point fra fire ud af de fem landsdelsjuryer.
Med sejren var "Video video" kvalificeret til Eurovision Song Contest i engelske Harrogate samme år, men her klarede sangen sig mindre godt, idet den blev nummer 17 ud af de 18 bidrag. Sangen fik blot 5 point og holdt kun det pointløse finske bidrag bag sig.
Sangen bliver brugt flere gange i komediefilmen Sorte kugler (2009) med Anders Matthesen.